# West Ham (Londres)
Pour les articles homonymes, voir West Ham.

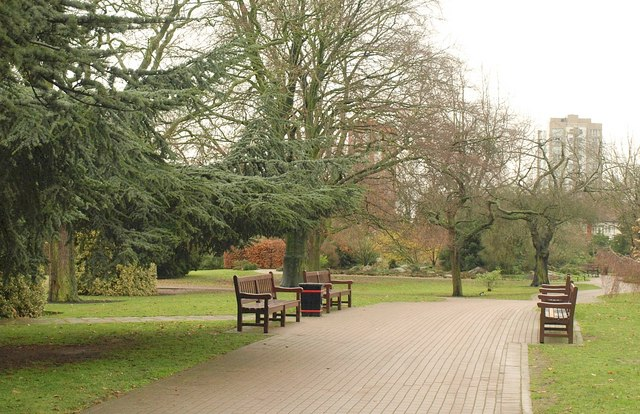

West Ham est un quartier du borough londonien de Newham, dans le Grand Londres, en Angleterre.
Il est notamment connu pour son club de football, le West Ham United Football Club. On y trouve notamment le West Ham Park.